# 水忍冬
水忍冬（学名：Lonicera dasystyla）为忍冬科忍冬属的植物。分布于越南北部以及中国大陆的广东、广西等地，生长于海拔300米的地区，一般生于水边灌丛中，目前尚未由人工引种栽培。

## 别名
毛柱金银花（广西植物名录）、水银花（广西横县、都安）

## 异名
- Lonicera dasystyla Rehd. var. amabilis Hsu et Wang